# Menura tyawanoides
Menura tyawanoides Boles, 1995 è un uccello estinto appartenente alla Famiglia Menuridae, vissuto nel Miocene inferiore, tra 23.03 e 15.97 milioni di anni fa (tra Aquitaniano e Burdigaliano). I pochi resti fossili sono stati ritrovati esclusivamente in Australia, nel giacimento di Riversleigh (Queensland nord-occidentale).
Gli unici fossili rinvenuti finora sono estremamente scarsi, ma hanno permesso di stabilire che gli uccelli lira si svilupparono già a metà Cenozoico.